# Милуоки Эдмиралс
«Милуо́ки Э́дмиралс» (англ. Milwaukee Admirals) — профессиональный хоккейный клуб, выступающий в Американской хоккейной лиге. Базируется в городе Милуоки, штат Висконсин, США. Является фарм-клубом команды НХЛ «Нэшвилл Предаторз».

## История
Первое появление на льду любительской команды состоялось зимой 1970 года, команда называлась «Милуоки Уингз». Свою первую игру команда проиграла со счётом 7:17. Пятью днями позднее команда одержала свою первую победу, обыграв «Милуоки Уинтер Клаб», со счётом 10:8. В следующем году команда была перепродана группе инвесторов. Один из инвесторов, Эривин Джей Мерар, был владельцем магазина сопутствующих товаров. Команда была переименована в честь марки холодильников «Эдмиралс».
В сезоне 1973-74 годов, команда стала членом Хоккейной лиги Соединенных Штатов (USHL). Первый сезон для команды не стал успешным, команда заняла последнее место в своём дивизионе, выиграв 11 встреч, проиграв 35, и 2 сыграв вничью. В 1976 году «Эдмиралс» стали чемпионами лиги.
Сезон 1977-78 команда начала в Международной хоккейной лиге IHL, где в 1983 году играла за право стать обладателем Кубка Тёрнера, но проиграла команде «Толидо», в шести играх.
В сезоне 2001-02, команда стала участником АХЛ, где в 2004 году стала обладателем Кубка Колдера, обыграв «Уилкс-Барре/Скрентон Пингвинз».

## Клубные рекорды
Сезон
- Голы (75) — Денни Лекоурс (1982-83)
- Передачи (100) — Дэйл Якивчук (1982-83)
- Очки (138) — Дэйл Якивчук (1982-83)
- Штраф (381) — Дон Гибсон (1992-93)
- Коэффициент пропущенных голов (1,92) — Коннор Ингрэм (2019-20)
- Процент отражённых бросков (93,3%) — Коннор Ингрэм (2019-20)

Карьера в клубе
- Игры — 641 — Денни Лекоурс
- Голы — 445 — Денни Лекоурс
- Передачи — 379 — Фрэд Бэрри
- Очки — 814 — Денни Лекоурс
- Штраф — 1233 — Кен Сабоурин
- Вратарские победы — 119 — Рич Сируа
- «Сухие» игры — 11 — Брайан Финли